# Hulusi
Hulusi (chiń. upr. 葫芦丝; chiń. trad. 葫蘆絲; pinyin húlúsī) – tradycyjny chiński dęty instrument muzyczny, popularny wśród mniejszości etnicznych zamieszkujących prowincję Junnan, zwłaszcza wśród ludu Dai. Nazwa instrumentu w języku dai to bilangdao. Nazwa chińska pochodzi od słowa hulu „tykwa” i si „jedwab”, od charakterystycznej miękkiej barwy dźwięku. 
Hulusi jest zbudowane z ustnika, tykwy i bambusowych piszczałek (spotykane są także piszczałki z możliwością wymiany), najdłuższa piszczałka jest wyposażona w siedem (rzadziej osiem) otworów, z czego sześć z nich zatyka się palcami wskazującymi, środkowymi i serdecznymi obydwu rąk, siódmy otwór zatykany jest kciukiem lewej ręki, pozostałe dwie piszczałki to zazwyczaj „burdony” o stałej wysokości dźwięku (zazwyczaj jeden z nich gra dźwięk b), można włączyć je do gry w każdym jej momencie. Tykwa zazwyczaj jest zdobiona. Instrument by grał wymaga silnego zadęcia, dlatego grający podczas grania zazwyczaj stosują się do techniki oddychania cyrkularnego.

### Wideo
- Chińskie instrumenty muzyczne
- Video
- Hulusi (lud Awa)